# 布季西科
50°14′1″N 27°44′26″E / 50.23361°N 27.74056°E
布季西科（烏克蘭語：Будисько）是位於烏克蘭北部日托米爾州裏茲維亞赫爾區的村莊，始建於1882年，面積1.86平方公里，海拔高度225米，2001年人口15。